# Mini Moke
El Mini Moke es un vehículo basado en el Mini diseñado para el British Motor Corporation (BMC) por Alec Issigonis.
El nombre proviene de "Mini" —el vehículo con el cual el Moke comparte muchas partes— y "Moke", que es un término dialecto arcaico para burro.
El Moke se comercializaba bajo varios nombres incluyendo Aust.
El diseño inicial fue un prototipo de un vehículo militar ligero con el estilo del Jeep americano, pero sus ruedas pequeñas y baja altura resultaba poco práctico como vehículo todoterreno.
Posteriormente fue ofrecido en una versión civil como un vehículo utilitario de bajo coste y fácil mantenimiento.El Moke logró éxito finalmente como un buggy para la playa —convirtiéndose en un vehículo popular en el Algarve, Seychelles, Australia, Estados Unidos y numerosas islas tropicales en el Caribe—.
El Moke original había utilizado piezas de motor, transmisión y suspensión idénticas de la minivan. Los primeros Mokes solo se construyeron en Longbridge de BMC, planta de Birmingham.
14.518 mokes fueron producidos en el Reino Unido entre 1964 y 1968, 26 000 en Australia entre 1966 y 1981 y 10.000 en Portugal entre 1980 y 1993 cuando terminó la producción de Moke

## Historia
Cuando Issigonis diseñó el Mini, planeaba otro vehículo para compartir las partes mecánicas del  Mini, pero con una carrocería más resistente.
Esto fue un intento de tomar una porción de la empresa de vehículos militares de Land Rover. Issigonis previamente había diseñado el Nuffield Guppy en un intento fallido de entrar en ese mercado. En 1959, BMC tenía prototipos de lo que fue apodada "La carreta", para más tarde convertirse en un Mini Moke de trabajo.
Estos prototipos fueron mostrados al ejército británico como un vehículo paracaídas-lanzable. Pero la distancia al suelo y un motor de baja potencia no cumplía los requisitos básicos para un vehículo todoterreno. Solo la marina real británica mostró algún interés en el utilitario —como un vehículo para su uso en la cubierta del portaaviones—.
En un nuevo intento de hacer algo por el ejército, unos Mokes con  tracción fueron hechos para la incorporación de un segundo motor y una transmisión en la parte trasera del vehículo con los embragues vinculados.
Esto no varió  los problemas de remoción de tierra y las complicaciones mecánicas desalentaban el desarrollo más allá de la etapa de prototipo. Este vehículo fue llamado "El Twini" y se demostró para el ejército estadounidense  otra vez sin éxito alguno.
Tres de estos vehículos fueron utilizados por la Armada Brasileña en 1969.

### Mokes británicos

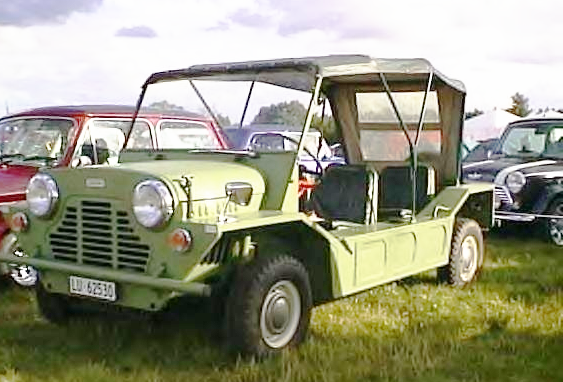
Una de las primeras versiones del Moke británico.

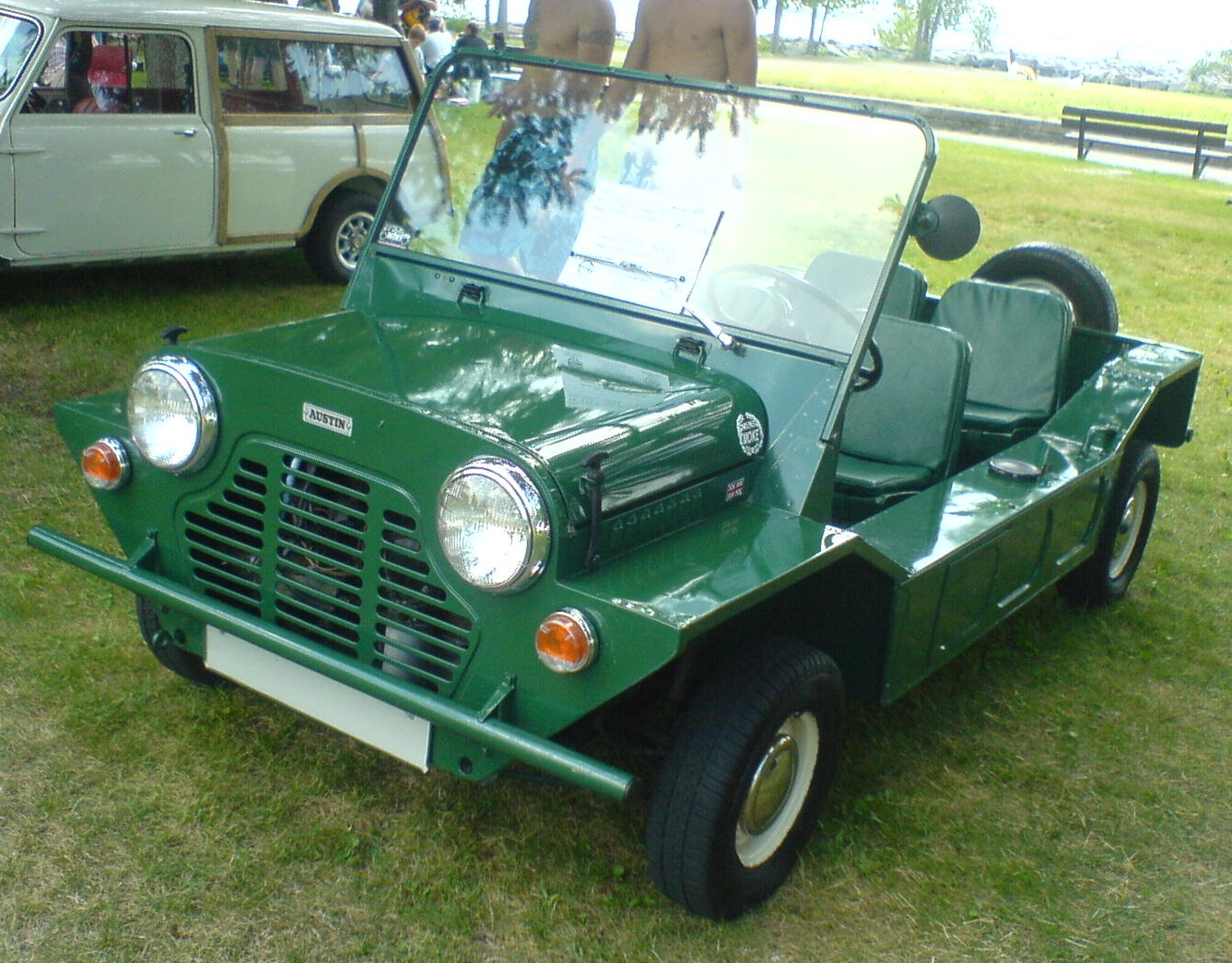
Austin Mini Moke
BMC UK de 1965 para el mercado norteamericano.

Finalmente BMC renunció a la idea de vender el Moke a los militares, y en 1963 se tomó la decisión de construir una versión civil, dirigida a  agricultores y a las aplicaciones comerciales ligeras. Varios prototipos fueron construidos en 1963, a las afueras de Londres, Inglaterra.
Moke fue lanzado al mercado británico en 1964.
El Departamento de aduanas británico decidió que el Moke debía ser clasificado como un coche de pasajeros en lugar de un vehículo comercial, lo que significaba que atrajo el pago de  impuestos y la reducción de las ventas en el mercado comercial previsto.
El Moke ganó fama como  vehículo de "culto" a raíz del éxito sin precedentes del  Mini y a través de exposición mediática en la popular serie de televisión “El Prisionero”.
A pesar de esto, solo aproximadamente una décima parte de los 14.500 Mokes producidos británicos fueron vendidos en el Reino Unido.
A pesar de esto los mokes continuaron a realizarse en Gran Bretaña hasta 1968.

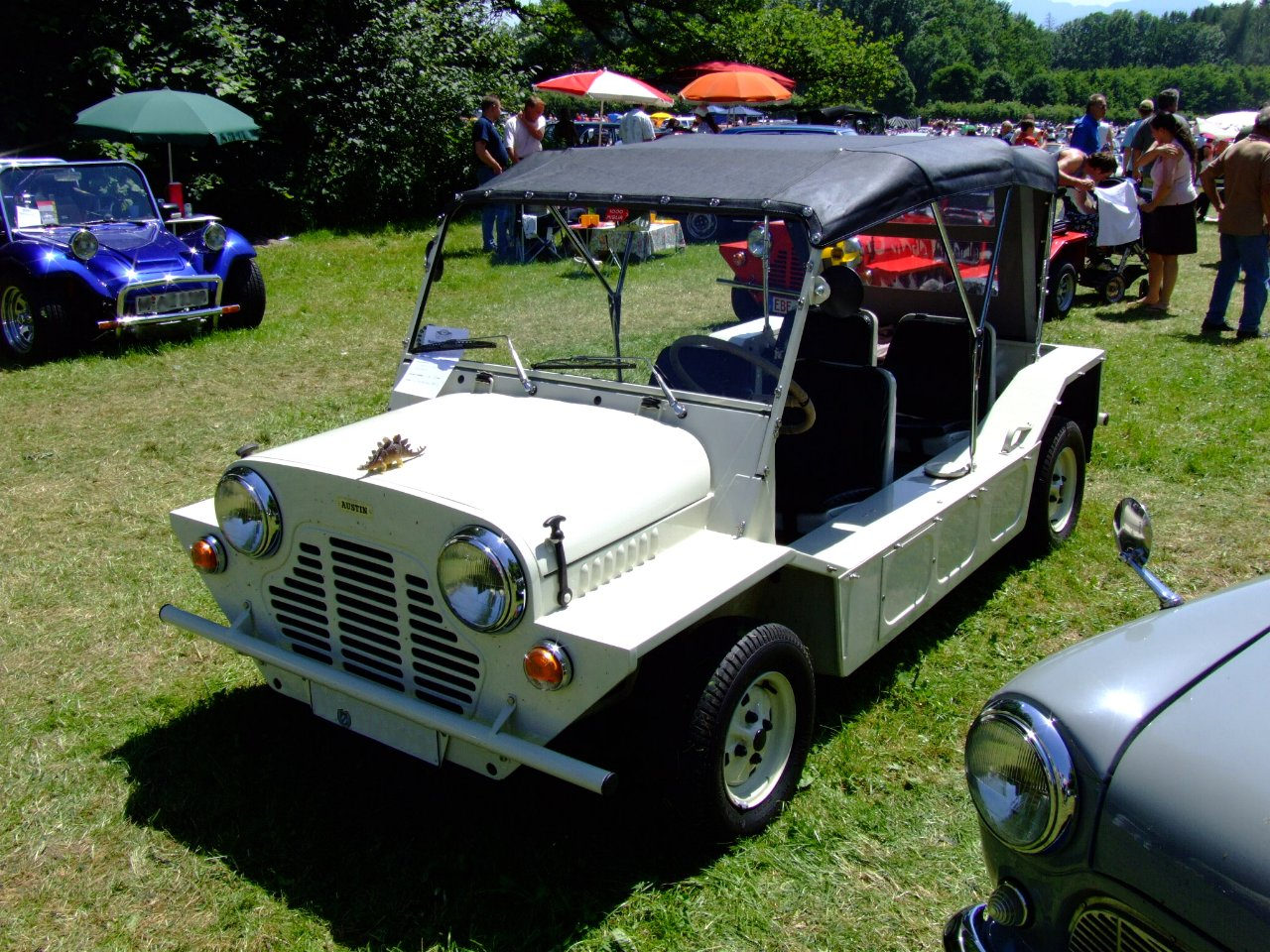
Austin Mini Moke de 1967.

Los Mokes Británicos estaban equipados con un low-end 848 transversal en línea y cuatro motores cc, desintonizados para utilizar combustible de bajo octanaje. Utilizaron las mismas ruedas de suspensión, caja de engranajes y 10 pulgadas como el Mini estándar.
En la oferta inicial, los asientos de pasajeros, las manijas del gancho agarrador, calentador, limpiaparabrisas y un techo de lona desmontable era opcional ya que se entregaba por separado del vehículo.
El precio base era de 405 libras.
El 'Mk I' Moke (Modelo de moke) tenía un solo limpiaparabrisas y un dip switch de Faro montan en el piso, y el único color disponible era "Abeto verde".
En 1967, Moke 'Mk II' había añadido un limpiador del lado del pasajero, controles de cuerno y los faros fueron trasladados hacia el tallo del indicador. Estos Mokes británico más adelante también estaban disponibles en color blanco.
La compañía de cigarrillos John Player & hijos corrió con un equipo de Mokes una competición de autocross en pistas de césped a través de 1968.
Estos vehículos estaban equipados con protección antivuelco y utilizan el Mini Cooper S.

### Mokes australianos
El Moke fue construido en Australia desde 1966 hasta 1981 donde originalmente fue comercializado como Morris Mini Moke y desde 1973 como Moke Leyland.
Inicialmente los Mokes australianos tenía las mismas ruedas de 10 pulgadas como británico Mokes y Mini bares, sin embargo estos pronto fueron substituidos por 13 pulgadas en las ruedas con brazos traseros más largos, que les hizo más práctico para apacible Off-Road o el uso de la playa de la versión británica.
Los asientos de metal sólidos de la Mokes británica fueron reemplazados con asientos tubular enmarcado "tumbona".
Esta variante comenzó con un motor de cc 998 que fue cambiada en la producción media a 1.098 cc
En 1976, con el advenimiento de nuevos requisitos contra la contaminación (regla de diseño australiano 27A).
La fabricación local de vehículos de  1.098 cc de  motor fue reemplazado por una versión importada de 998 cc motor con bomba de aire y recirculación de escape de, que había sido desarrollada para satisfacer anticontaminación UK requerida
Por un breve periodo de tiempo alrededor de 1972, Leyland Australia produjo una variante referida en la literatura Leyland como "Moke, especial a la exportación".
Pero comúnmente se llamaba  "Californiano", ya que tenía un motor de 1.275cc y estaba equipado con luces de posición laterales y luces traseras diferentes para cumplir con las normas FMVSS.
El tanque de combustible del Austin Sprite o MG Midget se ajustó por debajo del área de la carga posterior, reemplazando el tanque estándar montado en la sidebox izquierda.
El “Californiano” era fácilmente reconocible por su techo y asientos, tapizados en 'verve Op-pop' tigre blanco y negro a rayas de vinilo o vinilo 'Orange Bali', que parecía más bien una ensalada de frutas, y se ha comercializado brevemente a la cultura 'flower power' en los Estados Unidos.
El nombre "Californiano" y el motor de cc 1.275 fueron resucitados en 1977 para el mercado australiano Mokes con cubiertas de asiento del dril de algodón, asientos más cómodos (que oculta la misma estructura básica dentro), parachoques tubulares complejos (conocidos como 'roo barras') y ruedas radiadas.
Los Mokes australiano fueron exportados a muchos países y fue pionero en las exportaciones a gran escala de vehículos hechos a Australia.
Leyland Australia hizo gran parte de estas exportaciones en su publicidad.
El uso de Mokes australiano por el ejército israelí  atrajo la atención de la controversia y los medios de comunicación.
Desde 1975, se produjo una versión recogida de Moke, con un 1.45 x 1.50 metros.
Por lo menos dos prototipos de tracción Moke fueron fabricados por Leyland Australia a finales de 1970, pero a diferencia de la versión británica, éstos utilizan solo uno de los motores.
Leyland estaba  planeando comercializar, pero terminó la producción de Moke en Australia en 1981 y todo lo que queda del proyecto es uno de los prototipos que ahora es propiedad de un entusiasta en el oeste de Australia.
En 1977 un 1.275 cc Cooper S-engined Moke (patrocinado por Coca-Cola) entró en el maratón de Londres-Sydney Singapore Airlines.
El vehículo era conducido más de 30.000 km (19.000 millas) durante 30 días y acabó en el lugar 35.

### Mokes portugueses

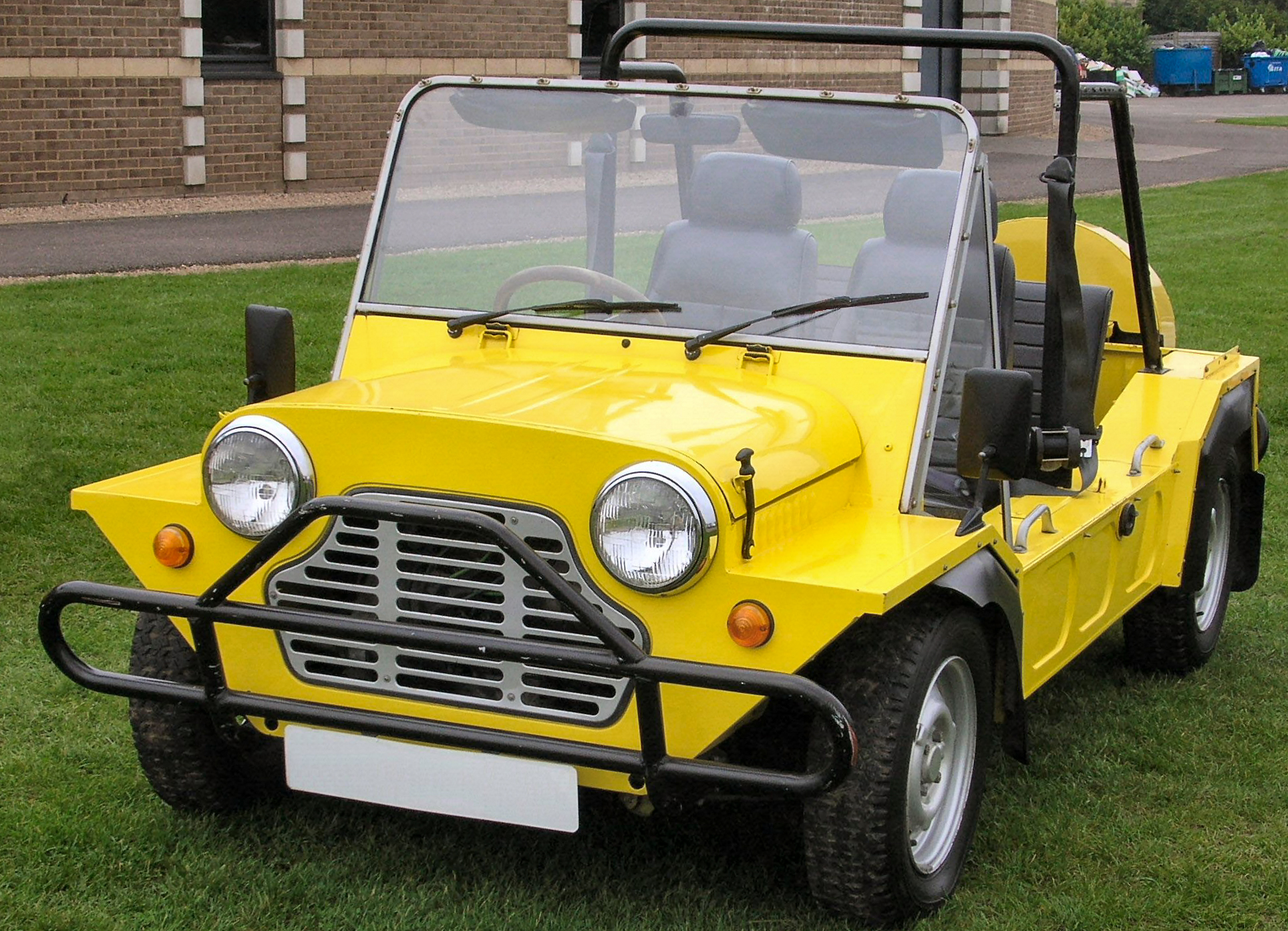
Mini-Moke portugués de 1984.

Como la producción australiana Moke no remontaba, la  fabricación fue trasladada a la filial de British Leyland en Portugal, que hizo 8.500 de los Mokes 'California' en su planta de Vendas Novas entre 1980 y 1990.
Inicialmente estos Mokes eran idénticos al antiguo modelo australiano Mokes; muy pronto.
Sin embargo, estos fueron alterados para utilizar componentes en actual producción británica Mini berlina, incluyendo la longitud estándar Mini posteriores brazos y el 12 en las ruedas con neumáticos de perfil bajo modernos, que había adquirido el salón durante la ausencia de Moke de Europa
En 1990, British Leyland (por entonces denominado Grupo Rover) vendió el nombre "Moke" Cagiva, un fabricante de motocicletas en Bolonia, Italia.
La producción continuó en Portugal hasta 1993, cuando Cagiva transfirió las herramientas a su fábrica a Italia con la intención de reiniciar la producción en 1995, que nunca lo hicieron.
Desde Cagiva, se vendieron los 1.500 coches construidos simplemente como "Mokes".
Este trajo la producción total de gestión de Mokes y Moke derivados de unos 50000.

## Construcción y mantenimiento
La construcción del Moke es simple.

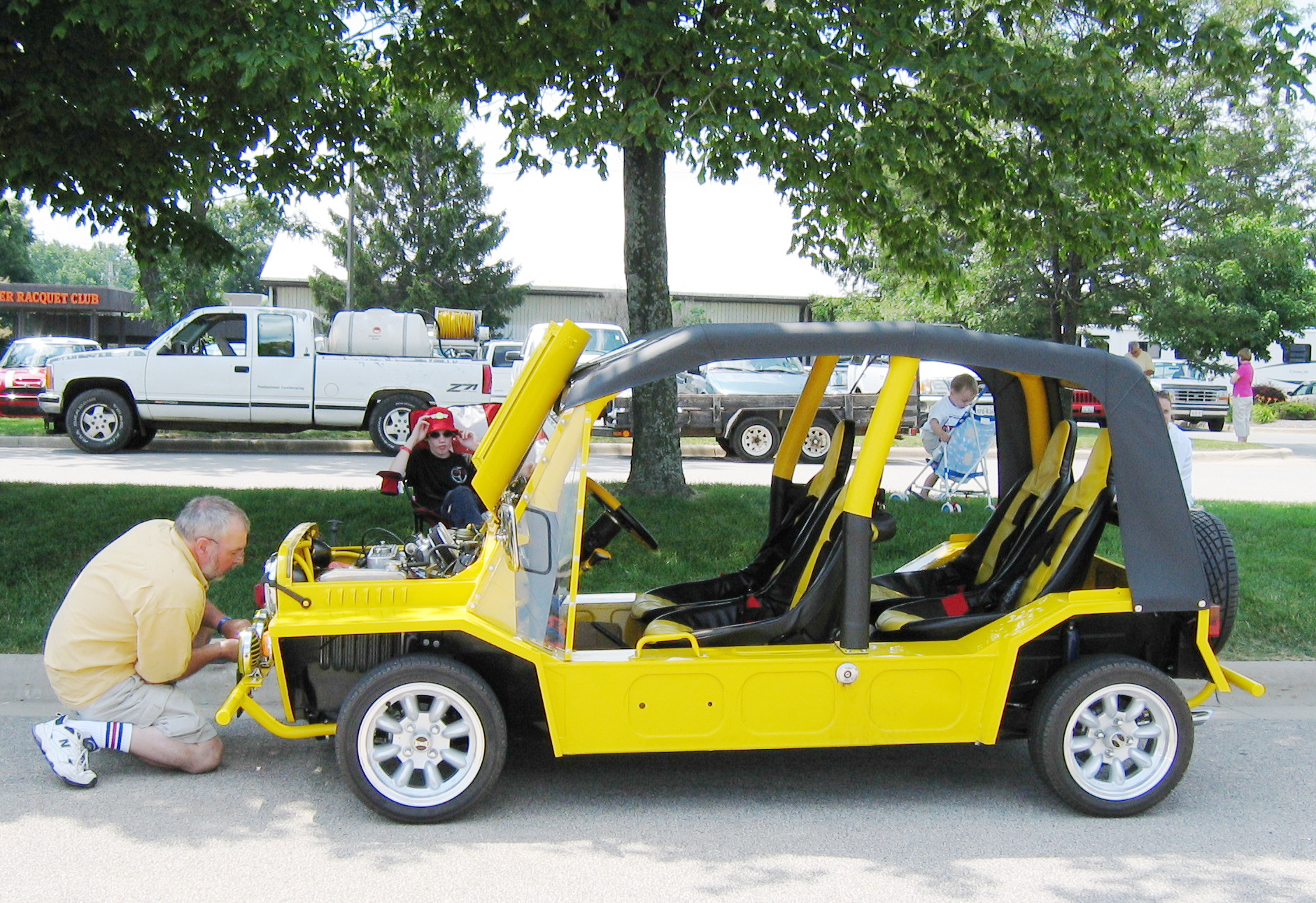
El Moke retuvo su estatus de culto, y ha tenido muchos restauradores entusiastas.

El cuerpo consiste principalmente en dos sección en caja 'pontones' o 'sideboxes' entre las ruedas delanteras y traseras, e incluyen las extensiones de eso desde la parte trasera del coche todo el camino hasta la parte delantera. Estos están conectados por el pan de piso, el firewall y una caja fuerte torsión lateral que se ejecuta bajo los asientos delanteros y se paraliza el cuerpo en torsión.
El lado izquierdo contiene el tanque de combustible; el derecho tiene un compartimiento para la batería y un pequeño almacén bloqueable.
Los Mokes estándar de la misma época y más tarde californiana Mokes utilizaban un tanque convencional. Más delante los Mokes portugués tiene espacio de almacenamiento adicional con cerradura en la parte trasera del vehículo.
El dosel de tela opcional tiene ventanas laterales de plástico y es sostenido por una estructura tubular fina que se puede quitar fácilmente cuando no sea necesario.
En versiones posteriores esto fue reemplazado con una jaula roll más sólida.
El parabrisas puede fácilmente desatrancó y eliminado si no necesario.
Hay solo tres paneles curvos  en el Moke, el capó, el cortafuegos y el suelo cada uno de los cuales solo se curva en una dirección.
Esto es relativamente sencillo para reproducirse y reemplazar componentes del cuerpo del  Moke sin acceso a sofisticadas herramientas de máquina.
Porque el Moke de serie tiene un motor, caja de cambios manual y suspensión idénticas a las de un Mini estándar.
El Moke no tiene chasis, para frenar las ruedas, suspensión y asambleas se unen a delanteros y traseros atornillados directamente a la cáscara monocasco, al igual que en un Mini estándar.
Los Mokes tienden a requerir mucho mantenimiento estructural si están en buenas condiciones de funcionamiento.

### Parecidos al Mini Moke
El verdadero Mini Moke nunca estaba disponible como un kit de coche, sino las partes básicas de Mini están fácilmente disponibles, ya que  muchas empresas han hecho copias del vehículo como  el mini-cachorro Andersen, el nómada Del Tech.

## Moke para las islas

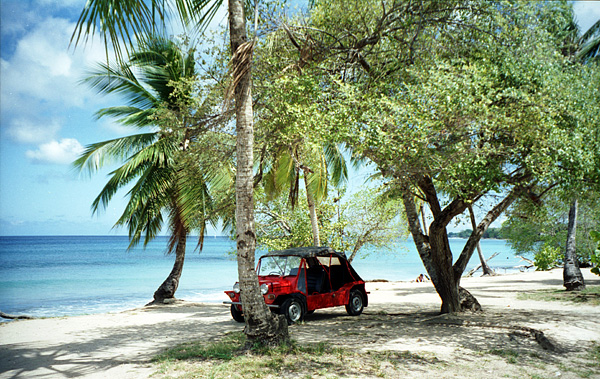
El Mini Moke un coche de alquiler popular en las Seychelles, Barbados, Mauricio y otros países tropicales.

Moke ganó mucha popularidad como  coche de playa y a menudo fue alquilado a turistas en isla tropical resorts como Mauricio y Barbados.
El coche también encontró un mercado en Macao, donde se convirtió en el transporte oficial de la policía local;
El cachorro, aunque se asemejó a Moke, fue diseñado por Charles Andersen de Liverpool, Inglaterra y utilizó una versión 1275 cc del motor de serie.
Los Mini Mokes aún se pueden ver alrededor de la ciudad de Victoria, Seychelles ya que sigue siendo un medio de transporte muy popular  para turistas
En la década de 1970, el Mini Moke fue el primer vehículo de motor para ser conducido en la isla de Pitcairn y así se convirtió en el vehículo más remoto de la tierra.
Fue el elegido ya que era el único vehículo  todo terreno que podía ser levantado por grúa única de la isla.

## Moke en ferrocarril
El Moke fue identificado como una conversión ideal para su uso en el servicio ferroviario.
Se realizaron dos modificaciones diferentes; uno usando contrachapas y espaciadores, el otro un sistema más convencional de carretera-ferrocarril.
El Gobierno de Tasmania adquirió una flota, estimada en 16.
Estos Mokes habían sido modificado ligeramente la suspensión, y los separadores usando contrachapas.
George E Moss y Coop desarrolló un sistema de carretera-ferrocarril basado en un diseño de Western Australia gobierno ferrocarriles que se ajustó a por lo menos dos Mokes.

## Versiones Eléctricas
- Nosmoke. Réplica del Mini Moke con motor eléctrico fabricado por Noun Electric.[1]
- E-Moke. Réplica del Mini Moke con motor eléctrico fabricado por el grupo BurBy's. También fabrican una versión con motor de gasolina de 600cc.[2]
- Autom Primer. Réplica del Mini Moke con motor eléctrico fabricado por Autom Electric.[3]